# هیو ساترلند
هیو ساترلند (انگلیسی: Hugh Sutherland; ۲ فوریهٔ ۱۹۰۷ – ۹ سپتامبر ۱۹۹۰) بازیکن هاکی روی یخ اهل کانادا بود.